# Castanotherium celebense
Castanotherium celebense är en mångfotingart som beskrevs av Filippo Silvestri 1897. Castanotherium celebense ingår i släktet Castanotherium och familjen Zephroniidae. Inga underarter finns listade i Catalogue of Life.